# Карасевич Олександр Олександрович
Олександр Олександрович Карасевич (18 липня 1981, Харків) — український юрист та дипломат. Заслужений юрист України (2022). Надзвичайний і Повноважний Посол України в Нідерландах (2023—2024). Державний секретар МЗС України (з 2024).

## Життєпис
Був головним консультантом Головного управління міжнародних відносин Адміністрації Президента України, членом Експертної комісії з підготовки проєктів міжнародних договорів України про правові відносини та правову допомогу у цивільних, кримінальних справах.
Був завідувачем сектору міжнародно-правових питань Головного департаменту зовнішньої політики та європейської інтеграції Адміністрації Президента України, членом делегації України для участі в переговорах у рамках Форуму ОБСЄ із співробітництва в галузі безпеки, Спільної консультативної групи та Консультативної комісії з відкритого неба
До призначення на посаду посла працював генеральним директором директорату із зовнішньої політики та стратегічного партнерства Офісу Президента України. Брав участь в робочий групі з розробки та підготовки пропозицій щодо створення спеціального міжнародного трибуналу щодо злочину агресії РФ проти України.
З 10 травня 2023 року  — по 29 листопада 2024 року Надзвичайний і Повноважний Посол України в Нідерландах.

## Сім'я
- Батько — Карасевич Олександр Петрович (1955), голова Каховської міської ради (2006—2010; 2010—2015)[9].

## Дипломатичний ранг
- Надзвичайний і Повноважний Посол (21 грудня 2024)[10]